# Marian Danysz

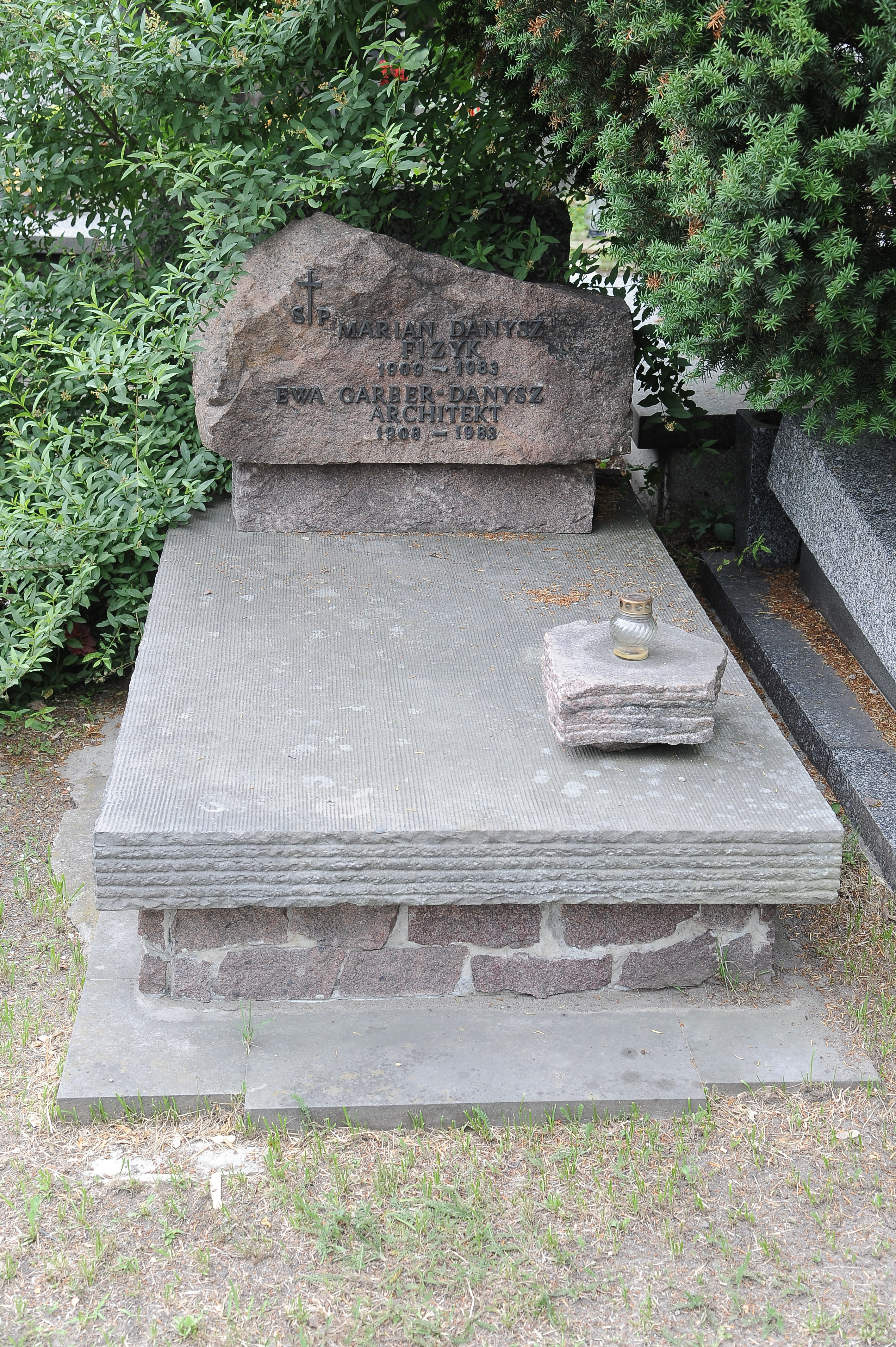
Grób Mariana Danysza na warszawskim cmentarzu Wojskowym na Powązkach

Marian Danysz (ur. 17 marca 1909 w Paryżu, zm. 9 lutego 1983 w Warszawie) – polski fizyk doświadczalny, współodkrywca (wraz z Jerzym Pniewskim) pierwszego hiperjądra (1952) i stanów izomerycznych hiperjąder (1962), profesor Uniwersytetu Warszawskiego, członek rzeczywisty Polskiej Akademii Nauk; w 1962, 1965 i 1967 nominowany do Nagrody Nobla w dziedzinie fizyki.

## Życiorys
Był wnukiem Jana Danysza i synem Jana Kazimierza Danysza. W 1928 roku ukończył Państwowe Gimnazjum im. Stefana Batorego w Warszawie, następnie podjął studia na Wydziale Elektrycznym Politechniki Warszawskiej. Równocześnie od 1930 pracował jako wolontariusz w Pracowni Radiologicznej Towarzystwa Naukowego Warszawskiego kierowanej przez Ludwika Wertensteina. Tam odkrył w 1934 razem z Michałem Żywem nowe izotopy promieniotwórcze fluoru i skandu. W latach 1936–1937 pracował w Instytucie Radowym, w latach 1937–1939 w Państwowym Instytucie Telekomunikacyjnym, gdzie opracował prototyp noktowizora, nagrodzony w 1939 nagrodą ministra Poczt i Telegrafów. Dyplom inżyniera elektryka otrzymał formalnie dopiero w 1938.
W latach 1945–1948 był wykładowcą elektrotechniki w Szkole Inżynierskiej im. H. Wawelberga i S. Rotwanda, od 1947 pracował także jako starszy asystent w Zakładzie Fizyki Doświadczalnej Uniwersytetu Warszawskiego. W 1949 uzyskał stopień magistra, następnie wyjechał do Wielkiej Brytanii na stypendium naukowe, pracował w laboratorium Cecila Franka Powella.
W maju 1952 powrócił do pracy na Uniwersytecie Warszawskim, rozpoczął badania oddziaływań cząstek wielkich energii metodą emulsji fotograficznych, we wrześniu tegoż roku razem z Jerzym Pniewskim dokonali odkrycia hiperjądra, co dało początek fizyce hiperjąder i było jednym z najważniejszych dokonań w historii powojennej fizyki w Polsce. W 1954 otrzymał tytuł profesora nadzwyczajnego. Równocześnie z pracą na uniwersytecie, w 1955 został kierownikiem Laboratorium Promieni Kosmicznych, w 1956 kierownikiem Zakładu Fizyki Wysokich Energii Instytutu Badań Jądrowych, w latach 1956–1960 wicedyrektorem Zjednoczonego Instytutu Badań Jądrowych w Dubnej. 
Razem z Jerzym Pniewskim kontynuował badania nad fizyką hiperjąder i razem z nim dokonał w 1962 odkrycia izomerii hiperjądrowej, a w 1963 (razem z Pniewskim i Januszem Zakrzewskim) pierwszego hiperjądra podwójnego, zawierającego dwa związane hiperony lambda. W 1963 otrzymał tytuł profesora zwyczajnego. W latach 1969–1970 był członkiem Rady Naukowej ZIBJ w Dubnej oraz przedstawicielem Polski w Radzie CERN w Genewie, w latach 1970–1972 pracował jako visiting profesor w CERN, następnie powrócił do pracy w Instytucie Fizyki Doświadczalnej UW. W 1977 przeszedł na emeryturę i otrzymał tytuł doktora honoris causa Uniwersytetu Warszawskiego.
Od 1960 był członkiem korespondentem, od 1969 członkiem rzeczywistym Polskiej Akademii Nauk, od 1971 członkiem korespondentem Akademii Nauk w Heidelbergu.
Był mężem Ewy Garber z domu Finkelstein (1908–1983), architekta.
Zmarł w Warszawie, pochowany na cmentarzu Wojskowym na Powązkach (kwatera C37-10-7).

## Ordery i odznaczenia
- Order Sztandaru Pracy I klasy
- Krzyż Komandorski z Gwiazdą Orderu Odrodzenia Polski
- Złoty Krzyż Zasługi (19 lipca 1954)[9]
- Medal 10-lecia Polski Ludowej (19 stycznia 1955)[10]
- Medal Mariana Smoluchowskiego (1969)[5]

## Nagrody
- Nagroda Państwowa II stopnia (zespołowa) za odkrycie zjawiska hiperonu związanego (1955)[11]